# Plecia anthophila
Plecia anthophila är en tvåvingeart som beskrevs av Fitzgerald 1998. Plecia anthophila ingår i släktet Plecia och familjen hårmyggor. Inga underarter finns listade i Catalogue of Life.